# Protochelifer novaezealandiae
Protochelifer novaezealandiae es una especie de arácnido del orden Pseudoscorpionida de la familia Cheliferidae.

## Distribución geográfica
Se encuentra en Nueva Zelanda.